# 물처럼 느린 시간들
《물처럼 느린 시간들(Time Runs Slow, Like The Flowing Water)》은 대한민국에서 제작된 신정철 감독의 2010년 영화 작품이다. 윤상호 등이 주연으로 출연하였고 박경인 등이 제작에 참여하였다.

## 출연

### 주연
- 윤상호
- 김정은
- 이윤정
- 차명욱

## 제작진
- 조명: 김수경
- 조명: 김용태
- 연출부: 김은경
- 연출부: 김기택
- 연출부: 선우문영
- 음향: 서상완
- 미술: 김윤홍
- 미술: 김윤경
- 영문자막: 한화윤